# Плохая компания (фильм, 1995)
«Плохая компания» (англ. Bad Company) — кинофильм.

## Сюжет
Нельсон Кроу бывший сотрудник ЦРУ, занимавшийся секретными операциями. Во время одной из последних он должен был передать крупную сумму денег агенту ЦРУ в Ираке. Кроу утверждает что деньги отдал, но агент отрицает это обвиняя Кроу в присвоении денег.
После скандала Кроу официально увольняют, и он устраивается на работу в некоей фирме под названием «Toolshed». Фирма оказывает разные полулегальные услуги крупным корпоративным клиентам, где могут быть востребованы таланты агента ЦРУ. Например дать взятку судье, чтобы он приостановил открывающееся уголовное преследование. Интрига запутывается после того как сотрудница Toolshed Маргарет Уэллс соблазняет Нельсона…

## В ролях
- Эллен Баркин — Маргарет Уэллс
- Лоренс Фишберн — Нельсон Кроу
- Фрэнк Ланджелла — Вик Греймс
- Майкл Бич — Тод Стапп
- Джия Каридес — Джулия Амес
- Сполдинг Грэй — Уолтер
- Джеймс Хонг — Бобби Бирдсонг
- Алан Робертсон — Фил

## История проката

### Даты премьер
Даты приведены в соответствии с данными IMDb.
- США — 20 января 1995
- Германия — 27 апреля 1995
- Венгрия — 5 мая 1995
- Испания — 5 мая 1995
- Турция — 14 июля 1995
- Чехия — 3 августа 1995
- Великобритания — май 1996 (премьера на видео)